# Мухаммад ал-Мансур
Мухаммад ал-Мансур (*д/н — 1206) — 5-й шахармен Держави Шах-Арменідів з 1197 до 1206 року.

## життєпис
Походив з династії бегтимуридів. Син шахармена Бег-Тимура Саїф ад-Діна. У 1193 році його було повалено, а Мухаммада разом з матір'ю запроторено до в'язниці. Тут він перебував до 1197 року, коли було повалено шахармена Кутлуг Шуджа ад-Діна, а Мухаммада оголошено новим володарем Держави Шах-Арменідів.
Спочатку зосередив увагу на протистоянні із Грузинським царством, боротьба з яким тривала до самої смерті Мухаммада. У 1204 році його війська здобули перемогу над грузинами, зумівши відвоювати Карс. За це Мухаммед узяв собі почесне ім'я ал-Мансур. Втім, у 1205 році військо Шах-Арменідів зазнало тяжкої поразки, агрузинські загони досягли столиці Ахлату. В розпачі Мухаммад поринув у розваги. Все це викликало невдоволення військовиків, які у 1206 році повалили шахармена. Новим правителем став мамлюк Балбан Ізз ад-Дін.